# ناو مارشال اوستینوف
ناو مارشال اوستینوف (به انگلیسی: Russian cruiser Marshal Ustinov) یک کشتی جنگی است. این کشتی در سال ۱۹۸۲ ساخته شد.